# Алтентан
Алтентан (њем. Altenthann) општина је у њемачкој савезној држави Баварска. Једно је од 41 општинског средишта округа Регенсбург. Према процјени из 2010. у општини је живјело 1.581 становника. Посједује регионалну шифру (AGS) 9375114.

## Географија
Алтентан се налази у савезној држави Баварска у округу Регенсбург. Општина се налази на надморској висини од 508 метара. Површина општине износи 21,6 km².

## Становништво
У самом мјесту је, према процјени из 2010. године, живјело 1.581 становника. Просјечна густина становништва износи 73 становника/km².